# ويليام ليونارد هنت
ويليام ليونارد هنت (بالإنجليزية: William Leonard Hunt)‏ هو لاعب سيرك ‏ أمريكي وكندي، ولد في 1838 في لوكبورت في الولايات المتحدة، وتوفي في 1929.